# Bathropsis
Bathropsis is een vliegengeslacht uit de familie van de roofvliegen (Asilidae).

## Soorten
- B. basalis Curran, 1930
- B. delgadoi Kaletta, 1978
- B. peruviana Hermann, 1912
- B. plazai Kaletta, 1986